# Camilla Küver
Camilla Küver (Bad Soden am Taunus, 10 juni 2003)  is een voetbalspeelster uit Duitsland. Ze speelt als verdediger voor VfL Wolfsburg in de Bundesliga.

## Clubcarrière
Küver kwam in haar jeugdjaren uit voor SG Oberliederbach, TuS Hornau en SG Kelkheim alvorens ze zich voegde in de jeugdopleiding van 1. FFC Frankfurt. Met een jeugdelftal kwam ze uit in de B-Junioren Bundesliga, waarin ze twee doelpunten maakte in acht wedstrijden. Na een kort uitstapje naar het Amerikaanse Boyertown in Quakertown, keerde de terug in Frankfurt am Main. Voorafgaand aan het seizoen 2020/21 tekende ze een profcontract bij de club dat eerder was hernoemd naar Eintracht Frankfurt. In de vierde speelronde maakte Küver haar debuut door in te vallen tegen SV Meppen. Ze maakte haar eerste doelpunt in diezelfde wedstrijd door de eindstand op 4-0 te bepalen. Küver wist een basisplaats te veroveren en speelde zestien competitiewedstrijden. Daarnaast wist ze met haar team de finale van de DFB Pokal te behalen. In november 2021 scheurde Küver haar kruisband en was ze de rest van het seizoen uitgeschakeld. Door Goal.com werd ze op de negende plaats gezet van een lijst van grootste talenten in het vrouwenvoetbal.
Küvers op 30 juni 2023 aflopende contract werd niet verlengd. Ze tekende voor het seizoen 2023/24 een contract bij competitiegenoot VfL Wolfsburg.

## Statistieken
| Seizoen | Club                | Land      | Competitie | Wedstrijden | Doelpunten |
| ------- | ------------------- | --------- | ---------- | ----------- | ---------- |
| 2020/21 | Eintracht Frankfurt | Duitsland | Bundesliga | 16          | 1          |
| 2021/22 | Eintracht Frankfurt | Duitsland | Bundesliga | 8           | 1          |
| 2022/23 | Eintracht Frankfurt | Duitsland | Bundesliga | 12          | 1          |
| 2023/24 | VfL Wolfsburg       | Duitsland | Bundesliga | 3           | 0          |
| 2024/25 | VfL Wolfsburg       | Duitsland | Bundesliga | 0           | 0          |
| Totaal  | Totaal              | Totaal    | Totaal     | 39          | 3          |

Laatste update: 22 juni 2025

## Interlandcarrière
Küver doorliep alle Duitse jeugdselecties en komt sinds 2025 uit voor Duitsland -23.